# Ultramaryna

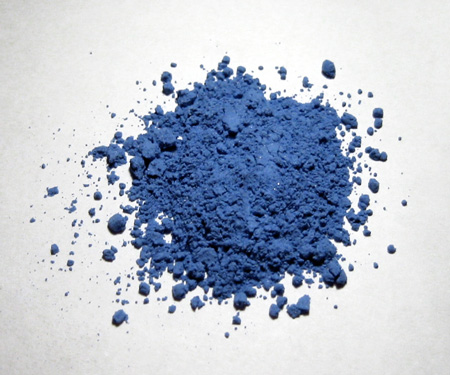
naturalna ultramaryna (pigment)

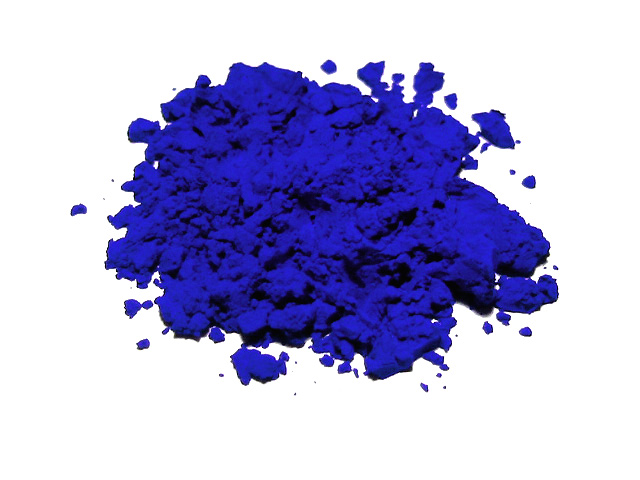
Ultramaryna syntetyczna

Ultramaryna – niebieski pigment mineralny pochodzenia naturalnego lub syntetycznego, stosowany do produkcji farb, lakierów i emalii oraz jako środek barwiący wielu innych substancji, w tym także jako wybielacz optyczny.
W średniowieczu i renesansie był to najdroższy dostępny pigment (drugie miejsce zajmowało złoto), otrzymywany ze skały Lapis lazuli nie występującej w Europie. Często używano go w malarstwie do malowania szat aniołów lub Matki Boskiej. Ceniono go z powodu intensywności koloru oraz odporności na światło i substancje zasadowe.
W początkach XIX wieku odkryto możliwości syntetycznego wytwarzania ultramaryny.
W 1824 r. francuskie stowarzyszenie Societé d'Encouragement ogłosiło konkurs z nagrodą  6 tysięcy franków na wynalezienie syntetycznej alternatywy dla ultramaryny. Zgłosili się  francuski chemik Jean-Baptiste Guimet i niemiecki chemik Christian Gmelin, profesor z Uniwersytetu w Tybindze. Komisja przyznała nagrodę Guimetowi. Opublikował on swój wynalazek i stał się twórcą francuskiej ultramaryny. Po odkryciu metod produkcji syntetycznej, ultramaryna stała się jedną z popularniejszych substancji barwiących na świecie.
- Pierwotnie ultramaryną nazywano minerał lazuryt.
- Chemicznie ultramaryna jest zbiorem glinokrzemianów sodu zawierających także siarkę.
- Naturalne ultramaryny posiadają dość zmienny skład chemiczny i sporą rozpiętość barwową (od żółci, przez czerwień, zieleń, błękit do fioletu).
- Przybliżony sumaryczny wzór chemiczny ultramaryny naturalnej: Na8-10Al6Si6O24S2-4